# 1073

## Evenimente
- 22 martie: Iziaslav este alungat de către frații săi de pe tronul Kievului și se refiguază în Polonia (apoi, în Germania).
- 22 aprilie: Ales ca papă, Grigore al VII-lea începe promovarea "reformei gregoriene".
- 29 aprilie: Prima mențiune a orașului Nancy, în Lorena.
- 29 iunie: Împăratul Henric al IV-lea convoacă pe feudalii din Saxonia la castelul său din Goslar, însă în continuare refuză să îi primească în audiență.
- 9 iulie: Papa Grigore al VII-lea primește pe trimișii împăratului bizantin Mihail al VII-lea, care îi solicită sprijin militar împotriva turcilor; patriarhul Domenico de Grado este desemnat ca legat pontifical pentru a trimite răspunsul la Constantinopol.
- 10 august: Henric al IV-lea este asediat la Harzburg de către saxonii răsculați, după care se refugiază la Eschwege, în Hessa.
- 18 august: Locuitorii din Thuringia sa aliază cu saxonii și atacă diferite castele regale, în vreme ce prinții convocați de Henric al IV-lea la Cappel se eschivează de la a porni războiul împotriva saxonilor.
- 20 octombrie: Dieta de la Gerstungen: prinții germani se raliază cauzei saxonilor și hotărăsc alegerea lui Rudolf în locul lui Henric al IV-lea; preconizata adunare de la Mainz a principilor este dejucată de împărat, care apare la Worms în fruntea unei puternice armate, bazate pe orășeni.

### Nedatate
- iunie-iulie: Turkmenul Atsiz, vasal al selgiucizilor, cucerește Ierusalimul de la Califatul Fatimid, după doi ani de asediu; cu excepția Ascalonului, întreaga Palestină este sub dominația cuceritorului, care restaurează sunnismul.
- iulie: Întruniți într-o adunare la Haldensleben, seniorii saxoni jură să se răzbune pe împăratul Henric al IV-lea pentru afrontul primit.
- august: Ajunși la Goslar cu 60.000 de soldați, seniorii saxoni solicită împăratului scutirea de la a participa la războiul preconizat împotriva Poloniei, demolarea forturilor construite de imperiali în Saxonia, eliberarea ducelui Magnus, restituirea unor bunuri etc., amenințând că, în cazul unui refuz, îl vor declara ca dușman al Imperiului. Răspunsul echivoc al lui Henric al IV-lea conduce la declanșarea unei revolte generale în Saxonia.
- noiembrie: La moartea ducelui Sergius, locuitorii din Amalfi oferă orașul normandului Robert Guiscard.
- Expediția condusă de Eble de Roucy în Aragon, împotriva maurilor.
- Răscoală a mercenarului normand Roussel de Bailleul, comandantul trupelor bizantine din Orient.
- Turcii selgiucizi cuceresc Ankara.

## Arte, Știință, Literatură și Filozofie
- Rabinul Yitchaki Alfassi încheie lucrarea intitulată "Rif", importantă lucrare de drept evreiesc.

## Înscăunări
- 18 ianuarie: Shirakawa, împărat al Japoniei (1073-1086).
- 22 aprilie: Grigore al VII-lea (n. Hildebrand de Soana), papă (1073-1086).
- Sviatoslav al II-lea, cneaz al Rusiei kievene.

## Nașteri
- Adi ibn Mustafa, scriitor turc (d. 1162).
- David al IV-lea (Ziditorul), rege al Georgiei (d. 1125)
- Leopold al III-lea de Babenberg, margraf de Austria (d. 1136)
- Magnus al III-lea, rege al Norvegiei (d. 1103)

## Decese
- 21 aprilie: Papa Alexandru al II-lea (n. 1010/1015)
- 15 iunie: Go-Sanjo, împărat al Japoniei (n. 1034)

### Nedatate
- noiembrie: Sergius, duce al orașului Amalfi (n. ?)
- Leonțiu, episcop de Rostov (n. ?)
- Zhou Dunyi, filosof chinez neo-confucianist (n. 1017)